# Lepidopilum subsubulatum
Lepidopilum subsubulatum là một loài rêu trong họ Daltoniaceae. Loài này được Geh. & Hampe mô tả khoa học đầu tiên năm 1879.